# مايا إيفانز
مايا إيفانز (بالإنجليزية: Maya Evans)‏ هي ناشطة سلام وطاهية بريطانية، ولدت في 18 ديسمبر 1979 في Hackney Central ‏ في المملكة المتحدة.